# Lucas Bourbon del Monte Santa María
Lucas Bourbon del Monte Santa María, marqués del Monte Santa María (24 de agosto de 1808-Florencia, 4 de febrero de 1885) fue un noble, político y mecenas toscano.

## Biografía
Fue hijo de Paolo Ariberto Bourbon del Monte Santa Maria, marqués de Monte Santa Maria (1777) y de su esposa, Maria Maddalena Pucci (1784-1868). Su familia paterna había regido durante siglos un marquesado soberano hasta el Congreso de Viena. Por su parte, su madre era miembro de una familia noble florentina.

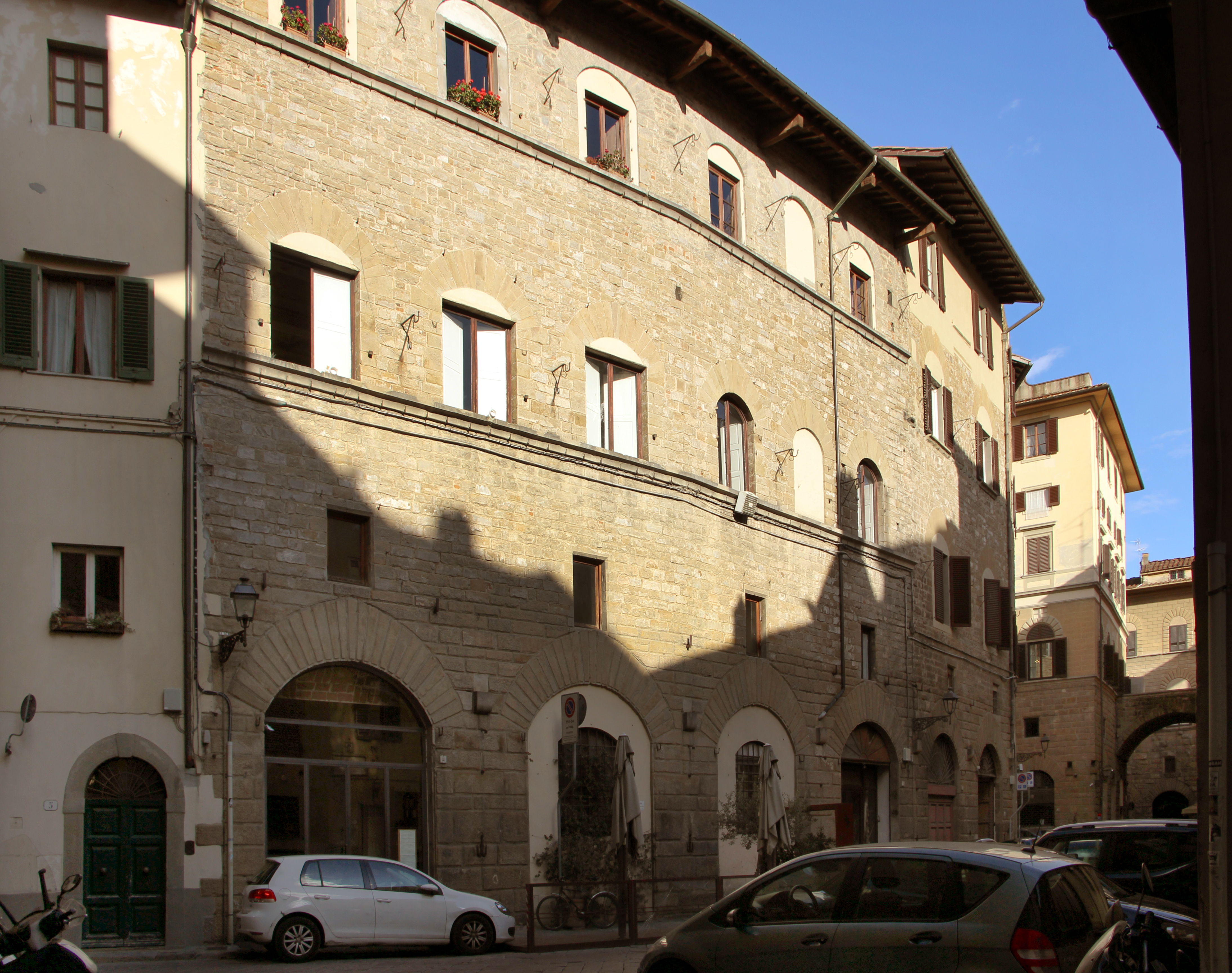
Vista del palacio Peruzzi-Bourbon del Monte en Florencia, residencia de Luca

En 1829, en Florencia, contrajo matrimonio con la princesa Luisa de Nidda, hija morganática del príncipe Jorge de Hesse (hermano de Luis II, gran duque de Hesse) y su esposa Carolina, princesa de Nidda. El matrimonio pasó a residir en el palacio Peruzzi-Bourbon del Monte de Florencia. Quedó viudo en 1833.
Participó activamente en la vida artística del gran ducado de Toscana de donde llego a ser director de la Galería de los Uffizi.
Además fue director de la Real Academia de Bellas Artes de Florencia. Desempeñando esta posición fue el encargado de recibir a Pío IX en la visita que hizo a la institución en 1855. También participó en la restauración de la basílica de San Miniato al Monte.
En 1858 contrajo un segundo matrimonio con Anna Maria Baciocchi (-1919), hija de Felix Baciocchi.
Murió en Florencia el 4 de febrero de 1885.

## Matrimonios y descendencia
De su primer matrimonio con Luisa de Nidda, tuvo dos hijos que no llegaron a la edad adulta:
- Carlo (1831-)
- Natalia (1831-1833)

De su segundo matrimonio con Anna Maria Baciocchi (-1919), tuvo al menos un hijo:
- Guidobaldo (1860-1917), casado con Carlotta Rosselli del Turco (-1917), con descendencia en Estefanía (1888-1984), casada a su vez con el príncipe Paolo Boncompagni Ludovisi (1886-1960).[8]

## Títulos, órdenes y empleos

### Títulos
- Marqués del Monte de Santa Maria

### Órdenes
- Caballero de la Orden Militar de San Esteban (Gran ducado de Toscana).[9]
- Comendador de primera clase de la Orden de Luis (Gran ducado de Hesse, 17 de enero de 1841).[10]
- Caballero de segunda clase de la Orden de Santa Ana. (Imperio ruso)
- Caballero de la Orden de Vasa (Reino de Suecia).

### Cargos
- Chambelán del gran duque de Toscana.[11]
- Conservador de los Monumentos de Arte de los Reales Palacios y Villas.[9]
- Presidente de la Real Academia de Bellas Artes de Florencia.[12]
- Socio honorario de la Accademia dei Georgofili.[13]